# Когда одной жизни мало
«Когда одной жизни мало» (хинди ओं शान्ति ऒं, Om Shanti Om) — индийский фильм на хинди, снятый режиссёром Фарой Хан в и вышедший в прокат 9 ноября 2007 года. Главные роли исполнили популярный индийский актёр Шахрух Хан и дебютантка Дипика Падуконе, ставшая затем одной из ведущих актрис Болливуда. Сюжет фильма основан на идее о реинкарнации.

## Сюжет
Сюжет, оригинальный и даже несколько неожиданный для европейского кино, но привычный для индийского кинозрителя, разделён на две части:
Бомбей 70-х годов. Ом Пракаш Мохиджа (Шахрух Хан) и его друг Паппу — начинающие актёры, в основном статисты в массовках и исполнители небольших ролей без слов. Главный герой считает, что для славы ему не хватает только звучного имени, например Ом Капур. Мать Ома (Киррон Кхер), бывшая исполнительница второстепенных ролей, убеждает сына, что когда-нибудь он станет героем большого проекта. Ом Пракаш влюблён в молодую звезду экрана Шанти Прию (Дипика Падуконе). Когда во время съёмок случается пожар, Ом спасает Шанти жизнь и становится её другом, Шанти в знак благодарности соглашается на невинное свидание, где Ом практически признается ей в любви. Он понимает, что не имеет шансов на более серьёзные отношения: Шанти уже замужем за безнравственным продюсером Мукешем Мехрой (Арджун Рампал), который скрывает этот брак. Ом становится случайным свидетелем разговора между Шанти и Мукешем, где она признаётся, что ждёт от него ребёнка. Мукеш говорит, что собрался снимать новый фильм и она обязательно будет сниматься в главной роли, и предлагает вечером показать ей новые декорации. Встреча в павильоне заканчивается трагически, Мукеш поджигает декорации и закрывает в горящем павильоне Шанти, где она погибает вместе с пытающимся её спасти Омом Пракашем.
Взрывающиеся декорации выбрасывают едва дышащее тело героя фильма на дорогу, по которой Раджеш Капур, великий индийский актёр, везёт рожать свою беременную супругу. В больнице в одно и то же время рождается ребёнок и умирает Ом Пракаш.
Вторая часть, наше время. В семье Раджеша Капура широко празднуют 30-летие его сына Ома Капура.
Успешный, талантливый и очень популярный актёр Ом Капур имеет всё, о чём раньше мог только мечтать вместе со своим другом Паппу. Единственная фобия: он боится открытого огня. Понемногу в нём начинают просыпаться чужие воспоминания и он начинает ощущать в себе личность Ома Пракаша Мохиджу. Тут же в его жизни появляется постаревший Мукеш Мехра. И Ом решает отомстить за свою любовь, уговаривая Мукеша снять фильм про Шанти Прию — великую актрису. Объявляется кастинг на роль Шанти. К этому времени Ом уже находит и своего старого друга и мать, принимающих его за того самого Ома. Все вместе они находят реинкарнацию Шанти, красивую, но совершенно бесталанную девушку, прибывшую из Бангалора. Их план практически удаётся, но доведённый до ужаса Мукеш всё-таки разоблачает их замыслы. Однако в лице духа настоящей Шанти вмешивается сама судьба, и Мукеш погибает.

## В ролях
- Шахрукх Хан — Ом Пракаш Мохиджа / Ом Капур
- Дипика Падуконе — Шанти Прия / Сэнди
- Арджун Рампал — Мукеш «Майк» Мехра
- Шреяс Талпаде — Паппу, приятель Ома
- Киррон Кхер — Белла Мохиджа, мать Ома
- Джавед Шейх — Раджеш Капур
- Шахвар Али — Шавар
- Увика Чаудхари — Долли, героиня
- Бинду — Камини, мать Долли
- Сатиш Шах — Парто Рой
- Санджив Чавла — продюсер фильма

Камео (преимущественно в роли самих себя)
«Deewangi Deewangi»
- Рани Мукхерджи
- Зайед {ан
- Видья Балан
- Джитендра
- Тусшар Капур
- Приянка Чопра
- Шилпа Шетти
- Дхармендра
- Шабана Азми
- Урмила Матондкар
- Каришма Капур
- Арбааз Кхан
- Малаика Арора
- Дино Мореа
- Амрита Арора
- Джухи Чавла
- Афтаб Шивдасани
- Табу
- Говинда
- Митхун Чакраборти
- Каджол
- Бобби Деол
- Прити Зинта
- Рекха
- Ритеш Дешмукх
- Салман Хан
- Саиф Али Хан
- Санджай Датт
- Лара Датта
- Сунил Шетти

Остальные
- Абхишек Баччан
- Баппи Лахири
- Каран Джохар
- Чанки Пандей
- Коена Митра
- Ракеш Рошан
- Ритик Рошан
- Бипаша Басу
- Яш Чопра
- Амитабх Баччан
- Амиша Патель
- Дия Мирза
- Акшай Кумар
- Субхаш Гхай
- Риши Капур

## Производство
Идея фильма была придумана Фарой Хан, когда она ставила музыкальную постановку «Bombay Dreams» в Лондоне, и первоначально, она говорила что фильм не будут снимать в Индии. Над первым вариантом сценария Фара работала две недели. А название фильму было дано по песне «Om Shanti Om» из фильма «Долг чести» 1980 года, также имеющем в основе идею о реинкарнации.
На главную мужскую роль режиссёр выбрала Шахрух Хана, с которым работала в предыдущем проекте «Я рядом с тобой!».
На главную женскую роль по совету Малаики Ароры пригласили Дипику Падуконе, которая была замечена Фарой, когда она посмотрела видеоклип «Naam Hai Tera» певца Химеша Решаммии, чтобы вжиться в образ и понять язык тела, Дипика пересмотрела несколько фильмов с участием Хемы Малини и Хелен.
Первая часть фильма была основана на сюжете «Долга чести», откуда были взяты некоторые элементы, а вторая часть снята по мотивам «Мадхумати», первого фильма о реинкарнации. Съёмки начались в январе 2007 года. Дизайн костюмов для Шахруха создал Каран Джохар, а для Дипики — Маниш Малхотра. На первый день съёмок Шахрух опоздал на час.
В качестве камео в фильме появляется 31 известный актёр. Помимо снявшихся, для участия в видео на песню «Deewangi Deewangi» был также приглашены Фардин Хан, арестованный на кануне съёмок в аэропорту Дубая за хранение наркотиков, Дев Ананд, отказавшийся играть эпизодическую роль, поскольку всегда исполнял только главные, Аамир Хан, занятый монтажом своего фильма «Звёздочки на земле», Амитабх Баччан, Джеки Шрофф, Дилип Кумар с женой Сайрой Бану. Песню снимали шесть дней. Все, кто появлялись в клипе получили подарки в виде телефона BlackBerry и часов Tag Heuer.
Режиссёр опровергла слухи о том, что героиню Дипики озвучила другая актриса, хотя на самом деле она говорит голосом Моны Гош Шетти
В песне «Dhoom Tana» были показаны фрагменты фильмов «Амрапали», «Опасное сходство» и Jay Vejay. Также режиссёр хотела снять в фильме певицу Шакиру, но из-за несовпадения графиков от этой идеи отказались.

## Саундтрек
Первоначально написать музыку к фильму согласился А. Р. Рахман, но потом он отказался.
Все тексты написаны Джаведом Ахтаром, вся музыка написана дуэтом Вишал-Шекхар.
| №                   | Название                            | Исполнители | Длительность |
| ------------------- | ----------------------------------- | --- | ------------ |
| 1.                  | «Ajab Si»                           | К.К. | 4:03         |
| 2.                  | «Dard-e-Disco»                      | Сукхвиндер Сингх, Каралиса Монтенеро, Ниша, Мэриэнн                                                                                      | 4:31         |
| 3.                  | «Deewangi Deewangi»                 | Шаан, Удит Нараян, Шрея Гхошал, Сунидхи Чаухан, Рахул Саксена                                                                            | 5:54         |
| 4.                  | «Main Agar Kahoon»                  | Сону Нигам, Шрея Гхошал | 5:10         |
| 5.                  | «Jag Soona Soona Lage»              | Рахат Фатех Али Хан, Рича Шарма | 5:31         |
| 6.                  | «Dhoom Taana»                       | Абхиджит Бхаттачария, Шрея Гхошал | 6:15         |
| 7.                  | «Dastaan-E-Om Shanti Om»            | Шаан | 7:08         |
| 8.                  | «Dard-e-Disco» (Remix)              | Сукхвиндер Сингх, Каралиса Монтенеро, Ниша, Мэриэнн                                                                                      | 4:38         |
| 9.                  | «Deewangi Deewangi» (Rainbow Mix)   | Шаан, Удит Нараян, Шрея Гхошал, Сунидхи Чаухан, Рахул Саксена                                                                            | 4:48         |
| 10.                 | «Om Shanti Om» (Medley Mix)         | Сукхвиндер Сингх, Каралиса Монтенеро, Ниша, Мэриэнн, Шаан, Удит Нараян, Шрея Гхошал, Сунидхи Чаухан, Рахул Саксена, Абхиджит Бхаттачария | 6:06         |
| 11.                 | «Dastaan-E-Om Shanti Om» (Dark Mix) | Шаан | 6:21         |
| 12.                 | «Om Shanti Om» (Instrumental)       | | 0:58         |
| Общая длительность: | Общая длительность:                 | Общая длительность: | 61:23        |